# Biserica de lemn din Motru-Leurda

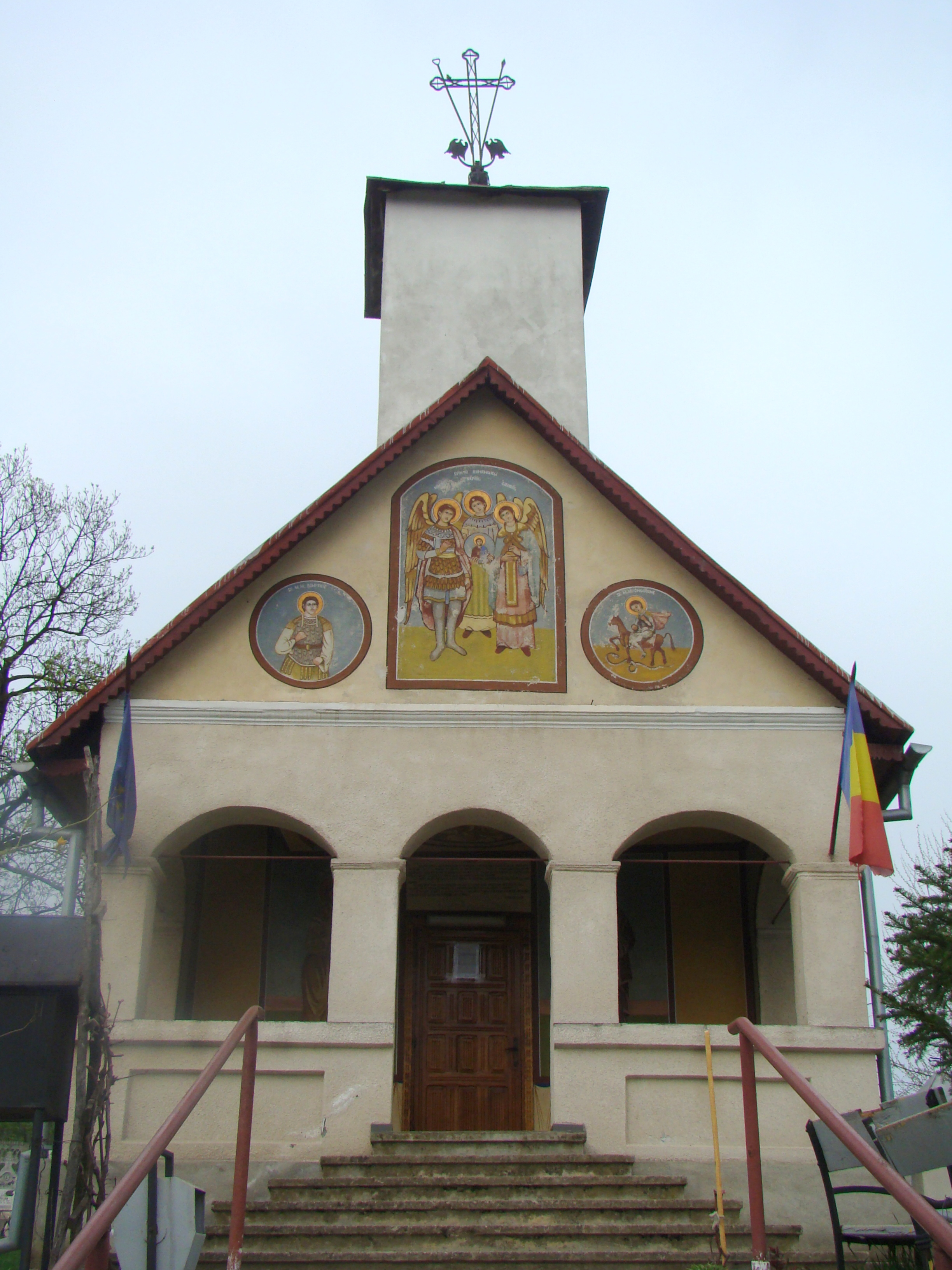
Biserica de lemn „Sfinții Voievozi” din Leurda, localitate componentă a municipiului Motru, județul Gorj, foto: aprilie 2018.

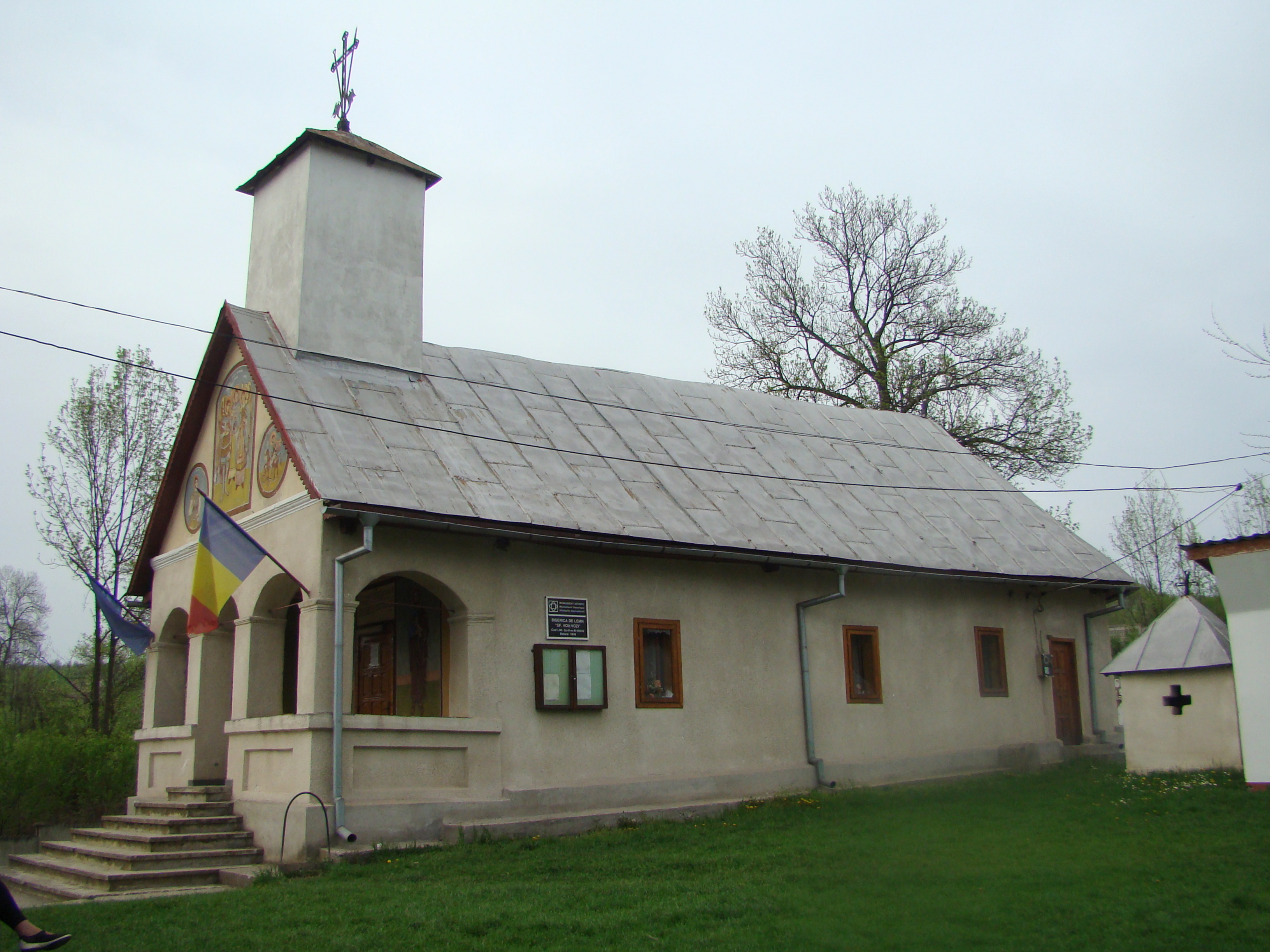
Biserica (sud-vest)

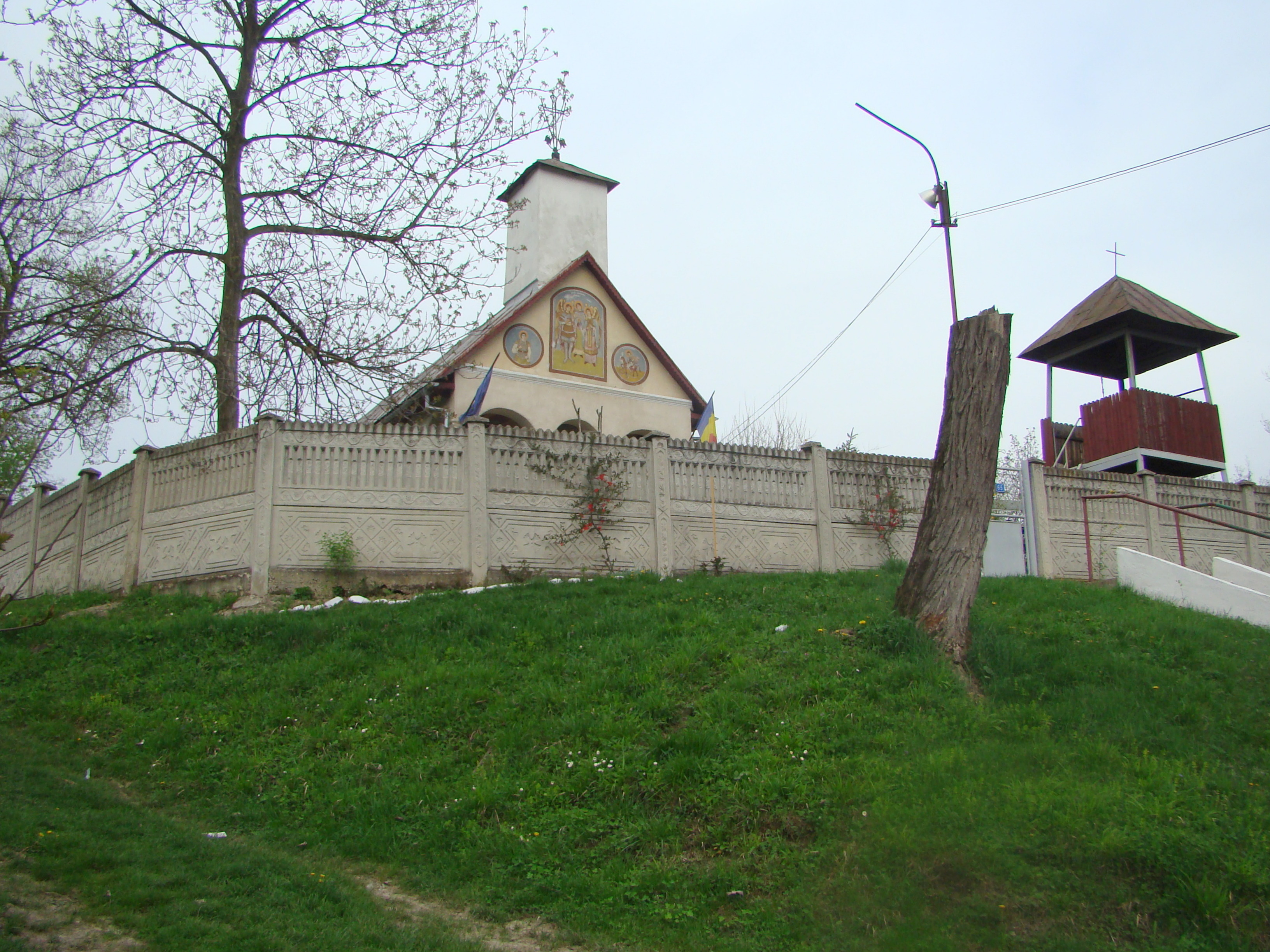
Biserica şi clopotniţa

Biserica de lemn din Leurda, localitate componentă a municipiului Motru, județul Gorj, datează din anul 1839. Are hramul „Sfinții Voievozi”. Biserica se află pe noua listă a monumentelor istorice sub codul LMI:  GJ-II-m-B-09332.

## Istoric și trăsături
Un amplu șantier, cu caracter de reconstrucție, a avut loc între anii 1877-1897, în timpul păstoririi preotului Constantin Albișoru. Biserica a fost sfințită în data de 20 noiembrie 1897. Prin eforturile comunității, biserica a mai fost reparată în anul 1926.
În anul 2010 s-au făcut reparații capitale și s-a restaurat pictura, de pictorul Gheorghe Jilavu. Lucrările au fost realizate prin contribuția credincioșilor din Leurda și Însurăței, preot paroh fiind Gheorghe Vâlceanu. Biserica a fost resfințită în 8 noiembrie 2010, de Nicodim, Episcopul Severinului și Strehaiei.

## Galerie de imagini

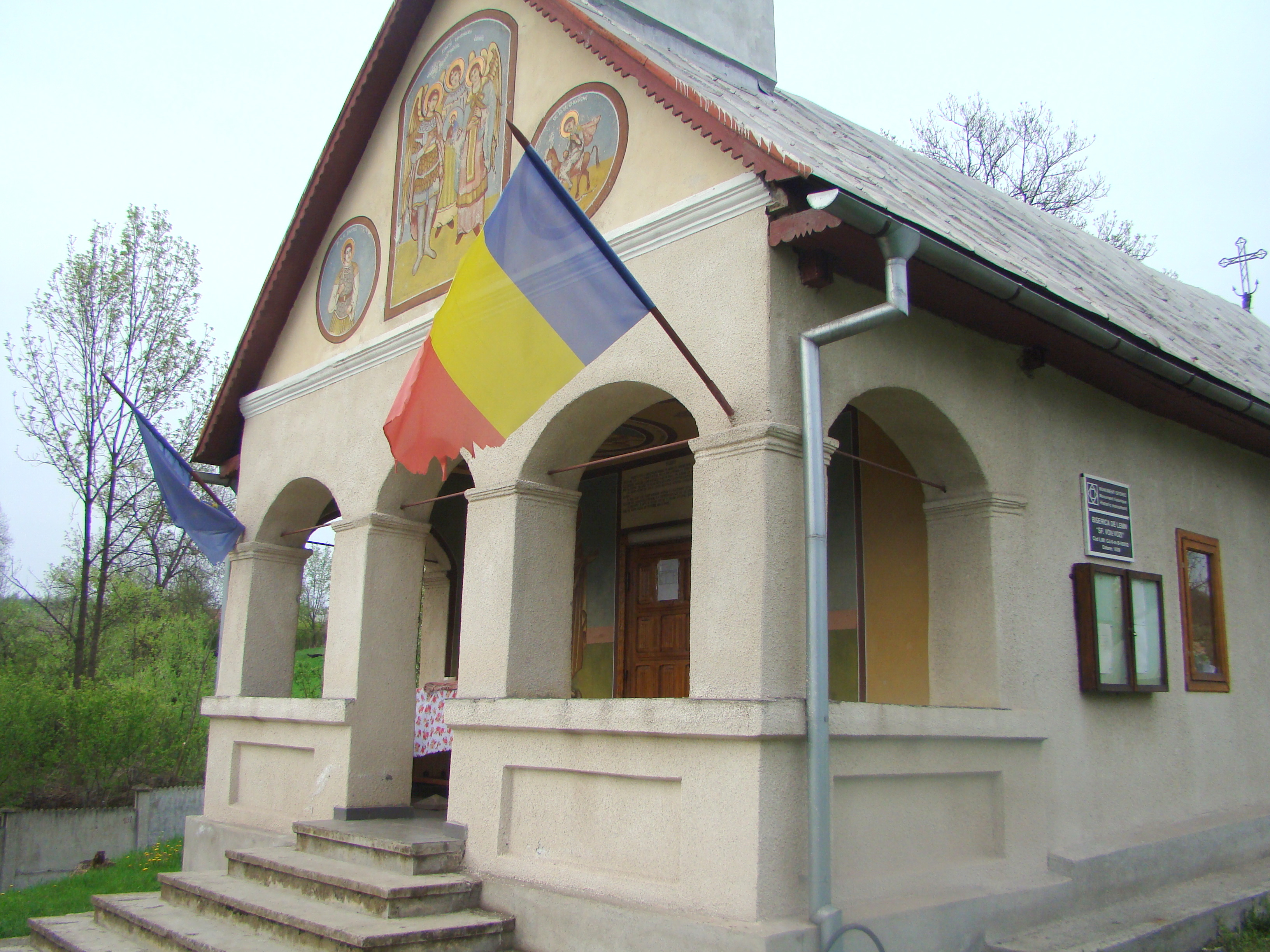
Pridvorul
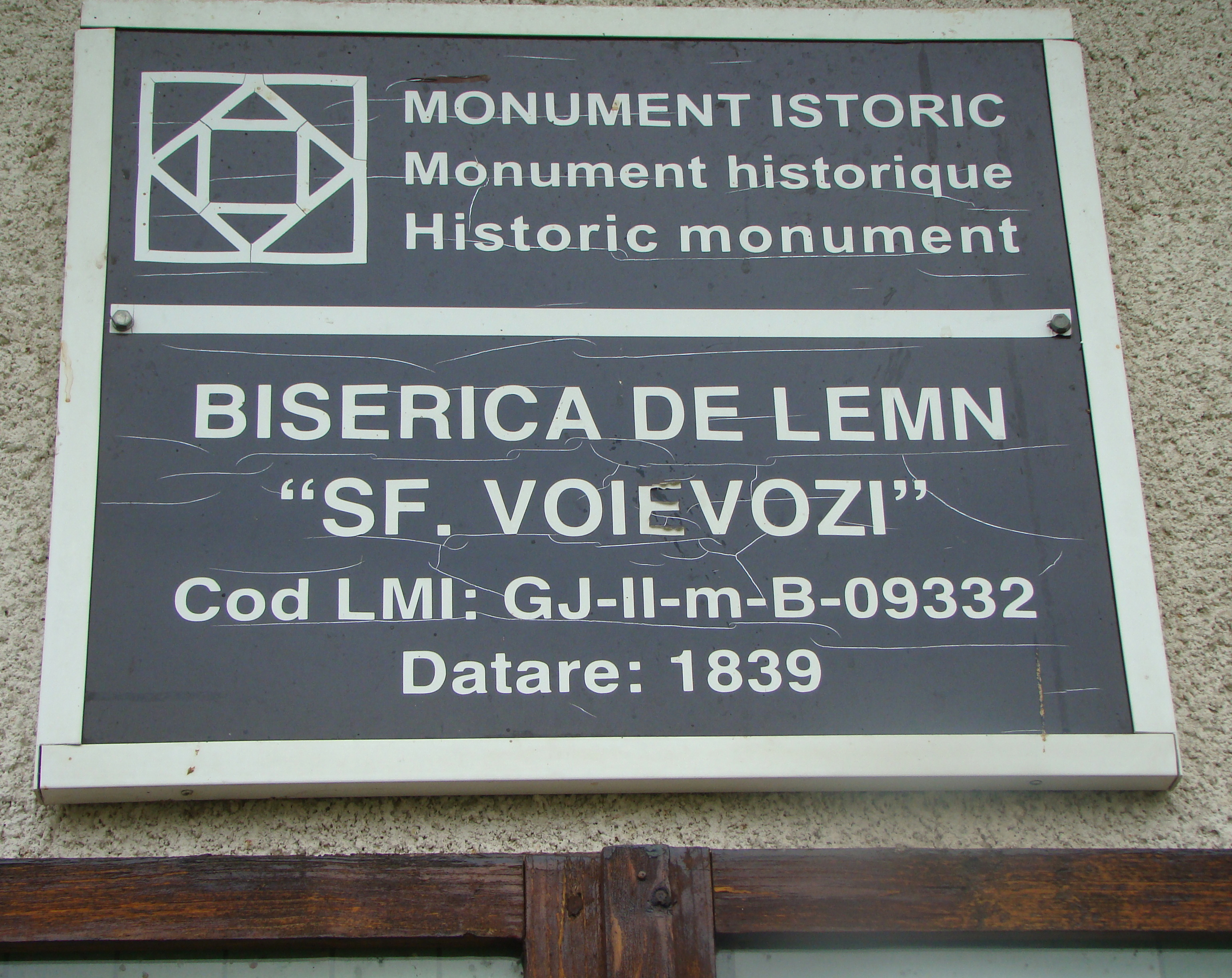
Tablă de monument
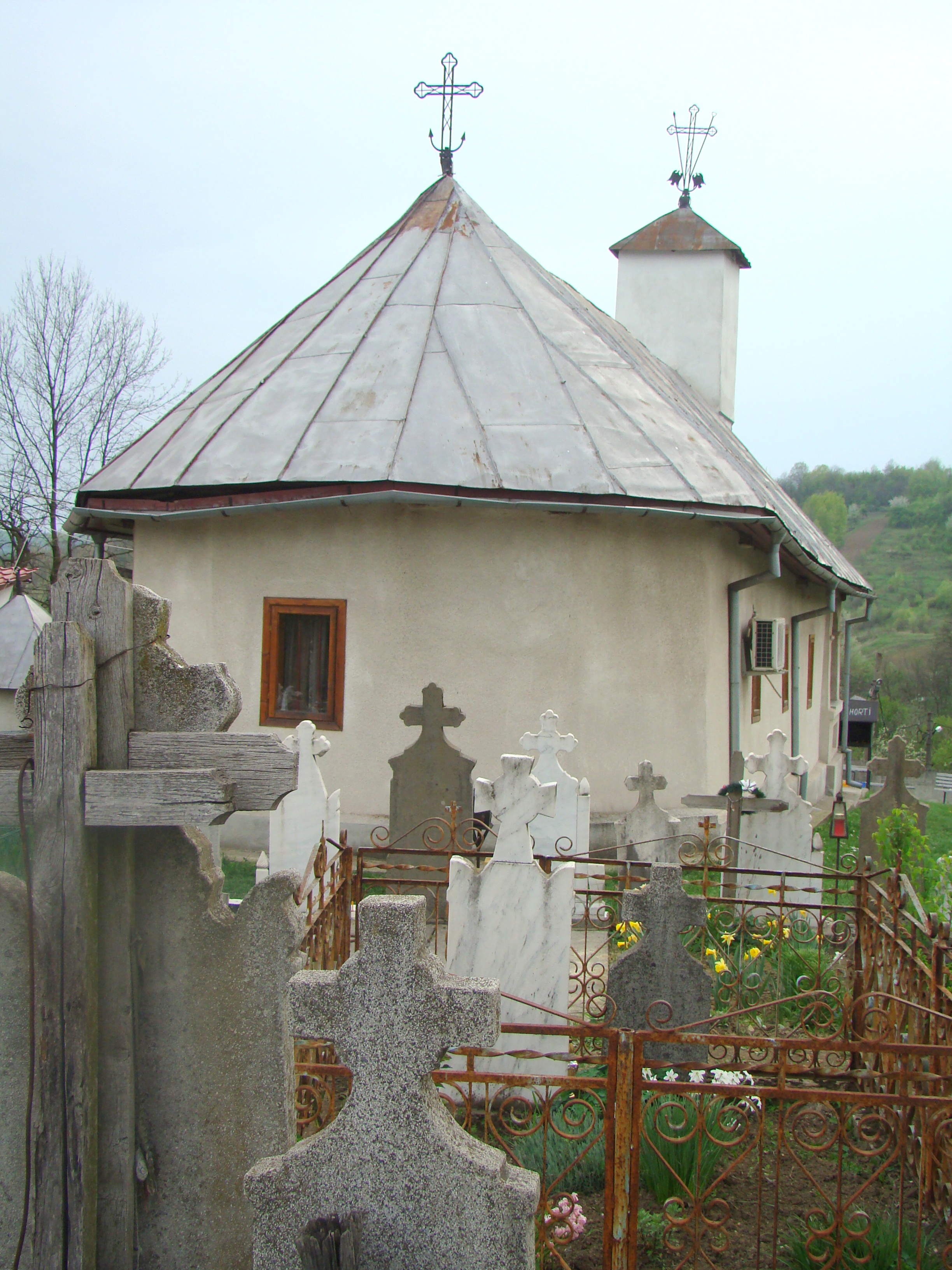
Biserica (est)
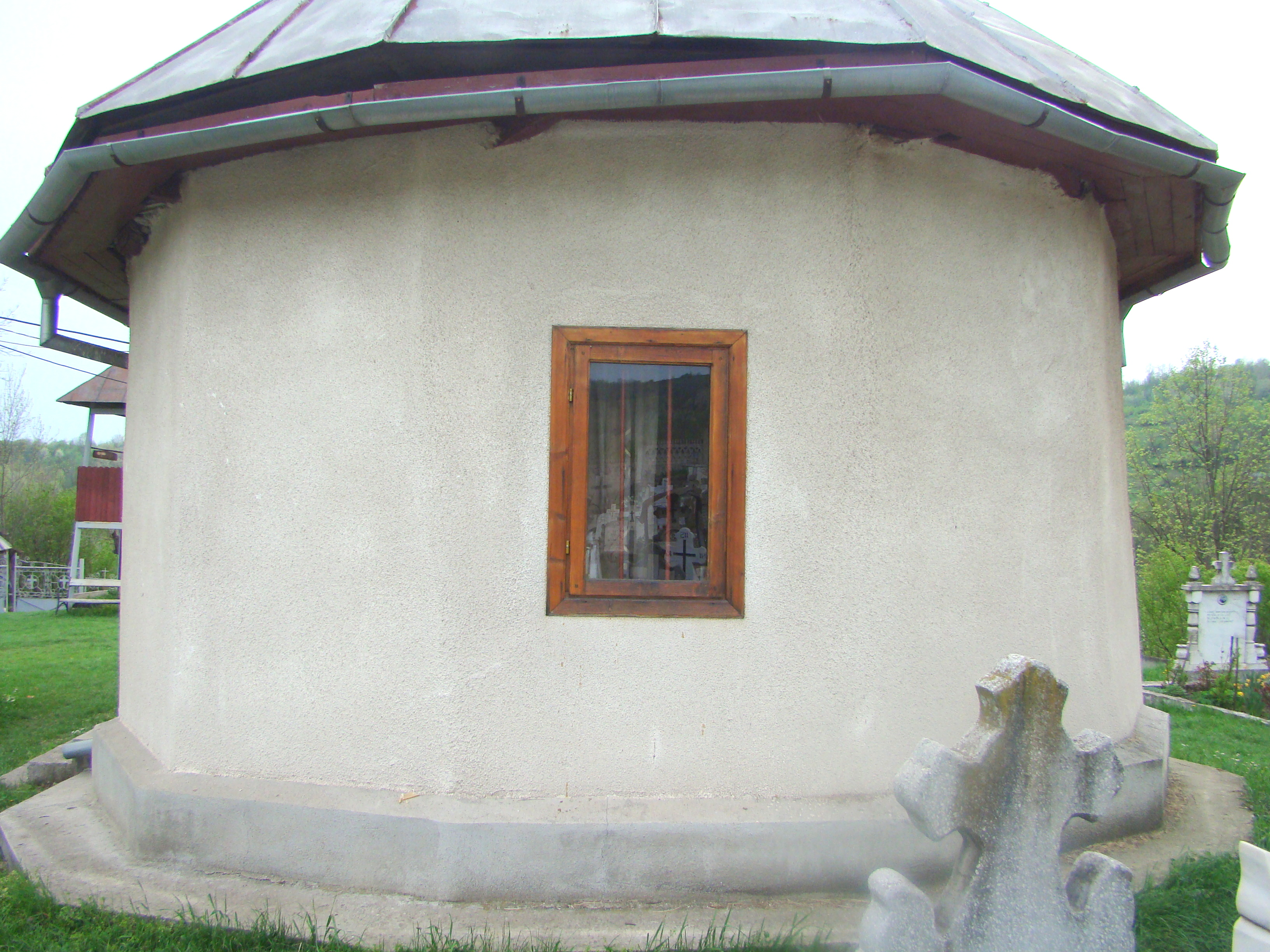
Absida altarului
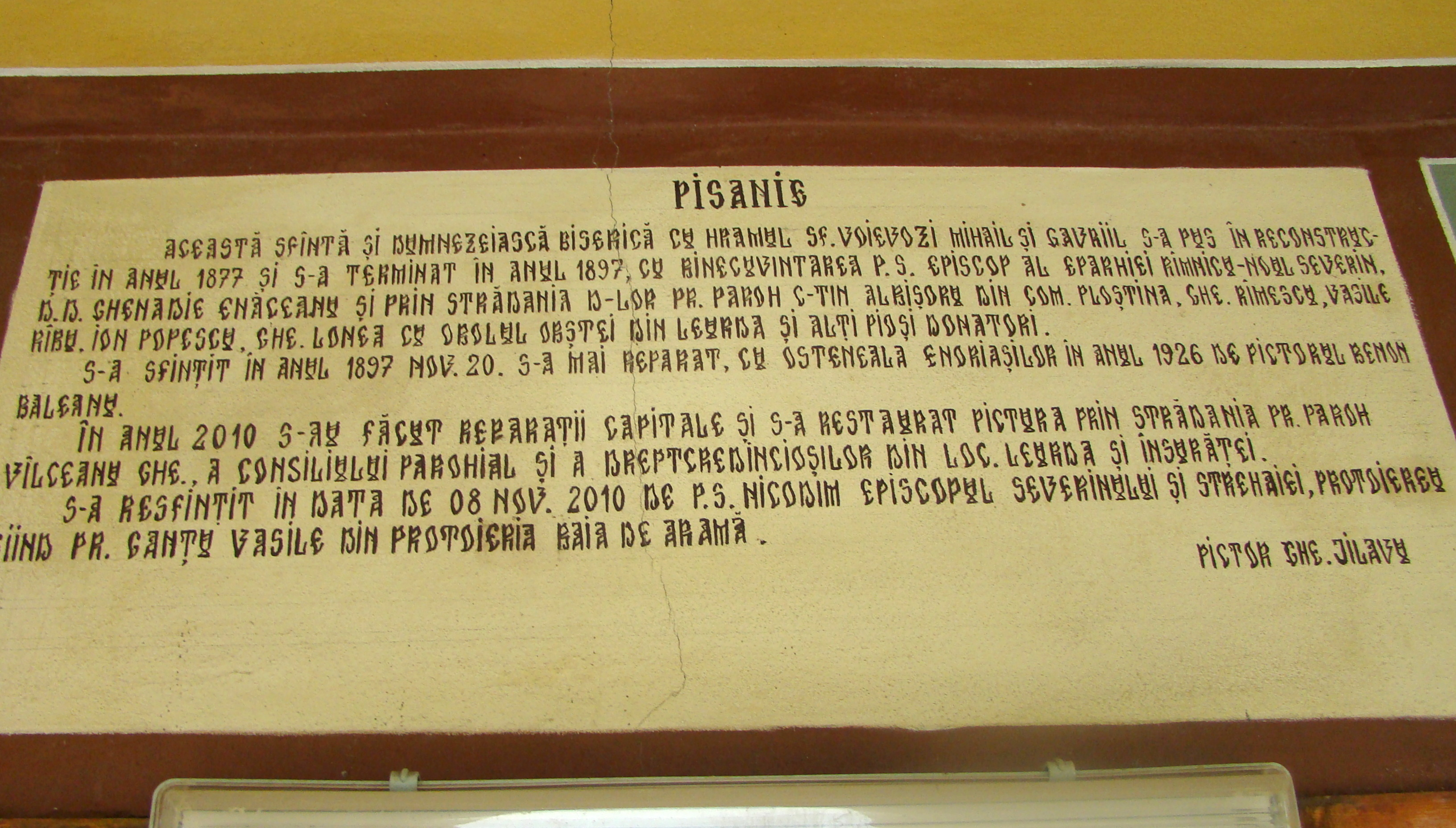
Pisania
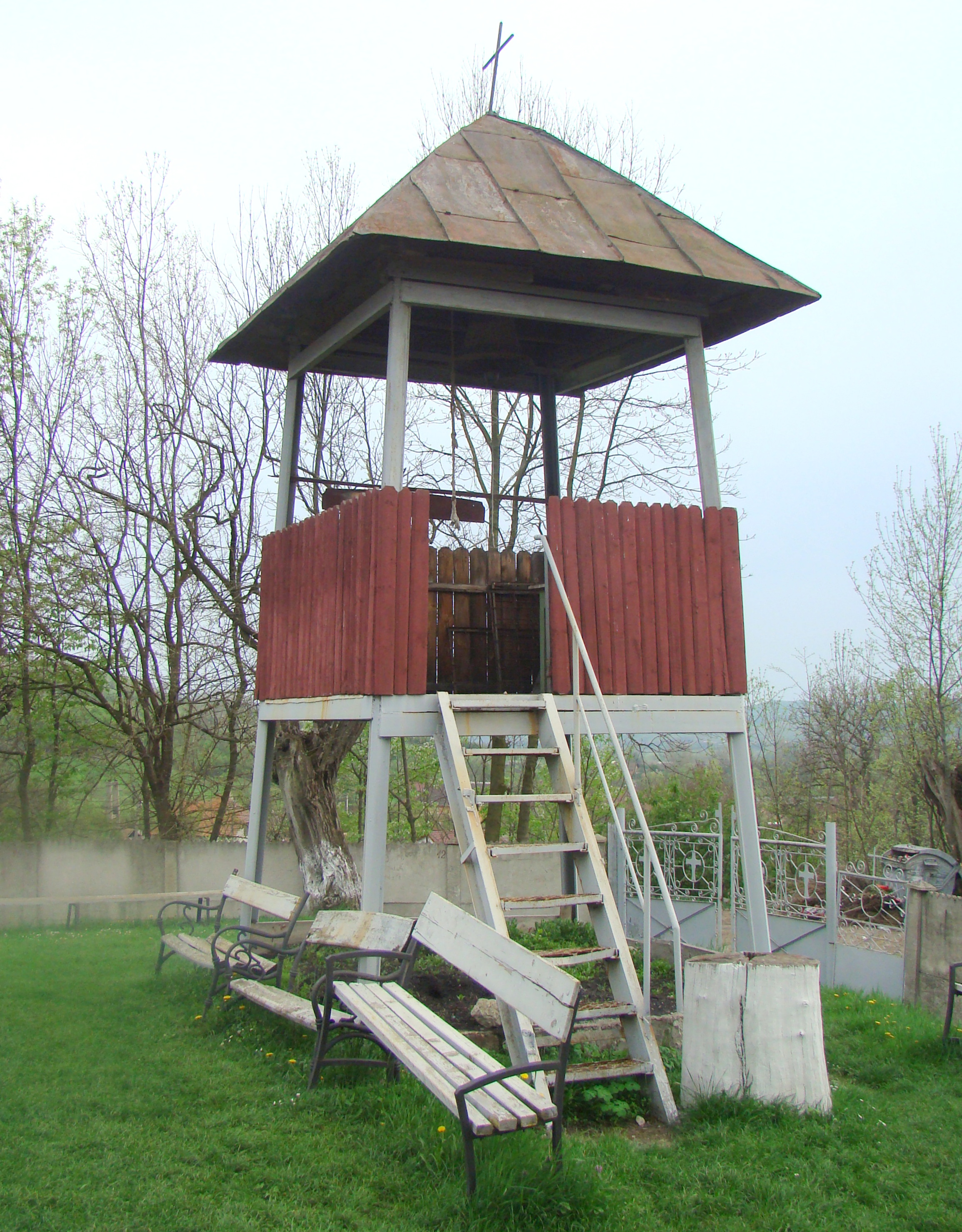
Clopotnița